# Rezerwat przyrody Vysoký vodopád
Rezerwat przyrody Vysoký vodopád (cz. Přírodní rezervace Vysoký vodopád; popularna nazwa pol. Rezerwat przyrody Wysoki Wodospad) – rezerwat przyrody, znajdujący się w paśmie górskim Wysokiego Jesionika (cz. Hrubý Jeseník), w północno-wschodnich Czechach, w Sudetach Wschodnich, na Śląsku, w pobliżu osady Bělá, w powiecie Jesionik (cz. Okres Jeseník), położony blisko płynącego potoku Studený potok (1).

## Charakterystyka

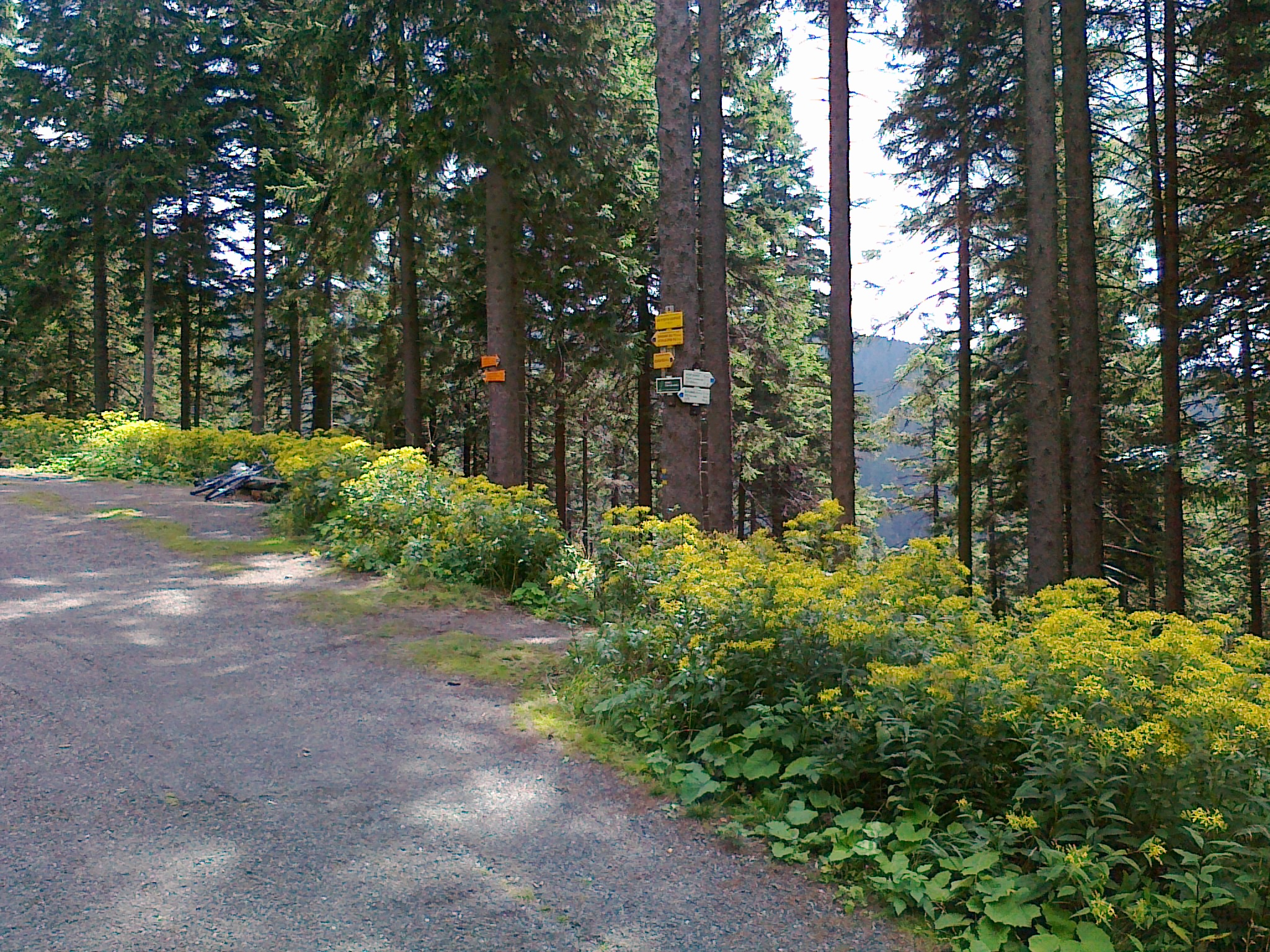
Skrzyżowanie turystyczne Nad Vysokým vodopádem w rezerwacie przyrody Vysoký vodopád (2012 rok)

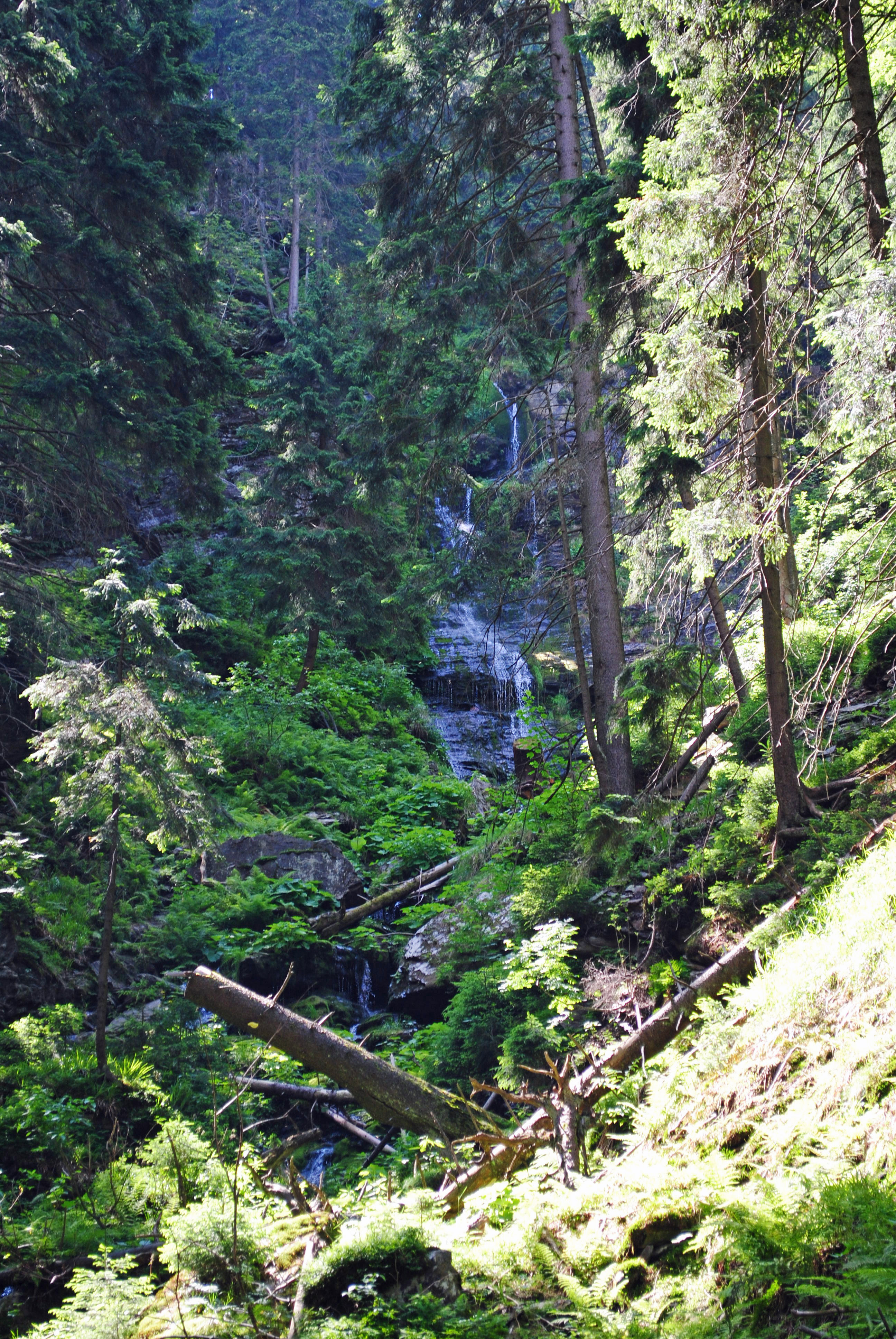
Wodospad Vysoký vodopád w rezerwacie przyrody Vysoký vodopád (2017 rok)

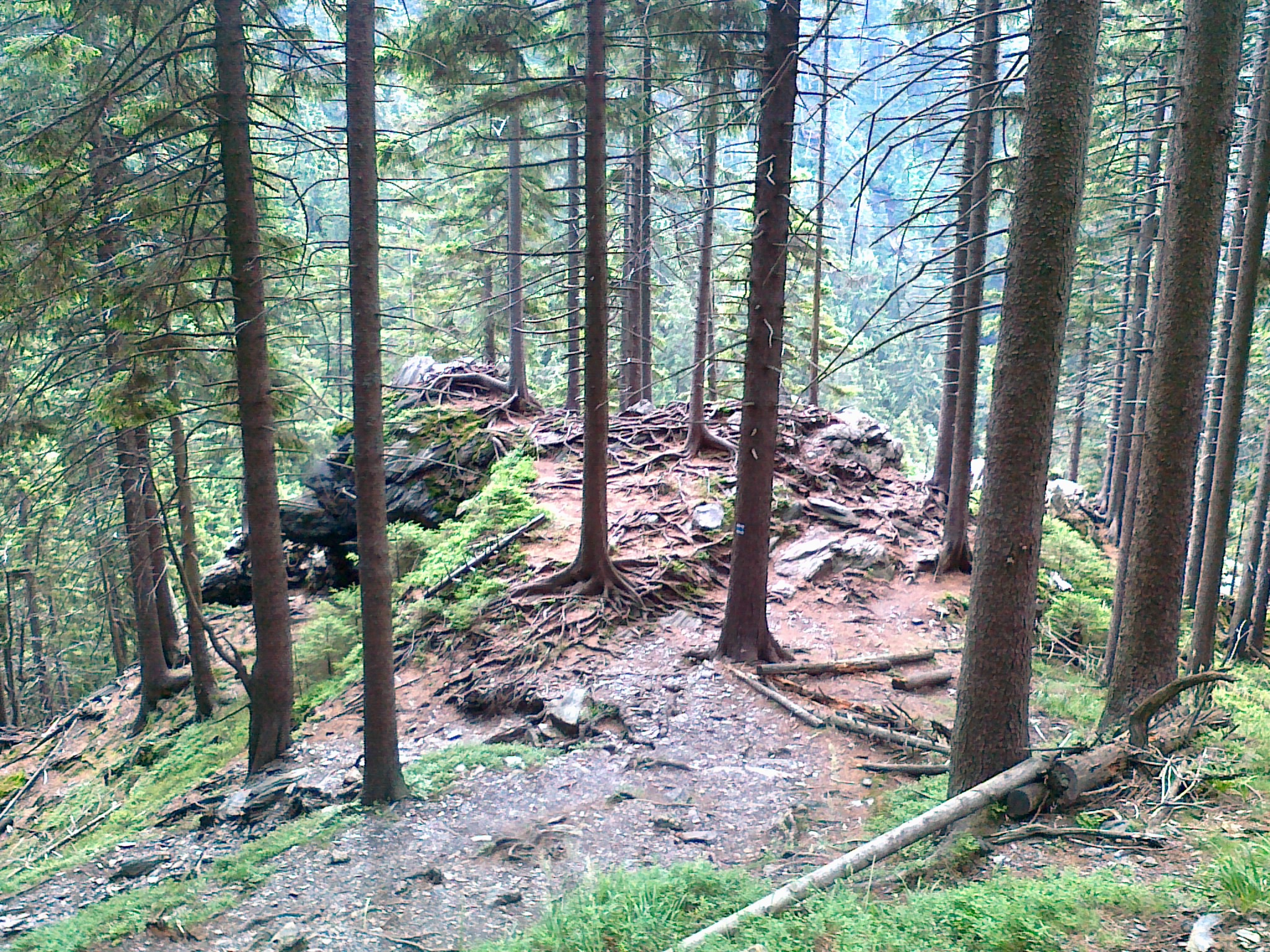
Skalisko Sokolí skála (2) w rezerwacie przyrody Vysoký vodopád (2020 rok)

Rezerwat znajduje się w obrębie wydzielonego obszaru objętego ochroną o nazwie Obszar Chronionego Krajobrazu Jesioniki (cz. Chráněná krajinná oblast (CHKO) Jeseníky), a utworzonego w celu ochrony utworów skalnych, ziemnych i roślinnych oraz rzadkich gatunków zwierząt, położony w części (mikroregionie) Wysokiego Jesionika o nazwie Masyw Pradziada (cz. Pradědská hornatina). Rezerwat przyrody Vysoký vodopád położony jest na wysokościach (855–1208) m n.p.m. i obejmuje pięć części pobliskich stoków: północny stok góry Velký Jezerník, północno-wschodni stok góry Malý Jezerník, północno-zachodni stok góry Malý Děd, wschodni stok góry Malý Klín oraz zachodni stok Nad Vodopádem, o łącznej powierzchni 141,41 ha (wraz ze strefą otuliny ochronnej 26,00 ha). Jest położony w odległości około 3 km na północny zachód od szczytu góry Pradziad i około 700 m na północ od szczytu góry Velký Jezerník. Rezerwat został utworzony 24 sierpnia 1982 roku, w celu ochrony: naturalnego boru świerkowego (mającego miejscowo charakter puszczy pierwotnej), drzewostanu mieszanego świerkowo-bukowego, znajdującej się w nim flory i fauny oraz cennego ekosystemu wodospadu o nazwie Vysoký vodopád. Warto dodać, że jest to największy wodospad w Wysokim Jesioniku.
Przez rezerwat płynie potok Studeny potok (1), mający bystry nurt, tworzący liczne kaskady i wiry, z wodospadem Vysoký vodopád. W korycie potoku, pod jego spadem znajdują się ciekawe formy erozyjne oraz wilgotne skały porośnięte mchami i paprociami. Początkowo wodospad miał 45 m wysokości, od 1880 roku w wyniku degradacji hydrologicznej ma 28 m wysokości. Woda spada z wysokości około 1018 m n.p.m. na wysokość około 990 m n.p.m. Wodospad ma zasadnicze dwa progi: pierwszy na wysokości około 5 m od górnego progu, o wolnym spadzie strumienia (główna struga nie dotyka skał) i drugi o wysokości około 20 m, o nachyleniu strumienia około 75°. Blisko wodospadu na stoku Nad Vodopádem, na wysokości około 1040 m n.p.m., w odległości około 1300 m na północ od szczytu góry Velký Jezerník znajduje się skalisko o nazwie Sokolí skála (2).
26 maja 2016 roku powstał plan zarządu i ochrony rezerwatu sporządzony przez Służbę Ochrony Przyrody Republiki Czeskiej (cz. Agentura ochrany přírody a krajiny České republiki) na lata 2017–2026 . 

### Flora
Z większych roślin w rezerwacie stwierdzono występowanie m.in.: świerku pospolitego (łac. Picea abies), buku zwyczajnego (Fagus silvatica), jarząba pospolitego (Sorbus aucuparia) czy wierzby śląskiej (Salix silesiaca), z mniejszych m.in.: podbiałka alpejskiego (Homogine alpina), liczydła górskiego (Streptopus amplexifolius), siódmaczka leśnego (Trientalis europea), szczawika zajęczego (Oxalis acetosella), trzcinnika owłosionego (Calamagrostis villosa), tojadu mocnego (Aconitum callibotryon), podrzenia żebrowca (Blechnum spicant), widłaka jałowcowatego (Lycopodium annoticum), borówki czarnej (Vaccinium myrtillus), kosmatki olbrzymiej (Luzula sylvatica), śmiałka pogiętego (Avenella flexuosa), trzcinnika leśnego (Calamagrostis arundinacea), miłosny górskiej (Adenostyles alliariae), modrzyka górskiego (Cecerbita alpina), omiegu górskiego (Doronicum austriacum), tojadu sudeckiego (Aconitum plicatum), tojadu dzióbatego (Aconitum variegatum), ostróżki wyniosłej (Delphinium elatum), fiołka dwukwiatowego (Viola biflora), parzydła leśnego (Aruncus dioicus), narecznicy górskiej (Dryopteris expansa), widłaka goździstego (Lycopodium clavatum), gruszyczki mniejszej (Pyrola minor), jaskra platanolistnego (Ranunculus platanifolius), porzeczki skalnej (Ribes petraeum) czy przetacznika górskiego (Veronica montana). W 1999 roku przeprowadzono briologiczną inwentaryzację obszaru rezerwatu, stwierdzając występowanie m.in. mchów np. bezlistu okrywowego (Buxbaumia viridis).

### Fauna
Rezerwat jest miejscem gniazdowania wielu gatunków zwierząt m.in. ptaków: kruka zwyczajnego (Corvus corax), dzięcioła dużego (Dendrocopos major), paszkota (Turdus viscivorus), płochacza pokrzywnicy (Prunella modularis), orzechówki zwyczajnej (Nucifraga caryocatactes) czy dzięcioła trójpalczastego (Picoides tridactylus) jak również jest historycznym gniazdowiskiem sokoła wędrownego (Falco peregrinus). Obszar rezerwatu jest miejscem nielicznego w Wysokim Jesioniku występowania rysia (Lynx lynx) (podczas obserwacji w 2005 roku widziano tylko jedną parę tego gatunku). W rezerwacie występują ponadto m.in. liczne owady np. biegacz gruzełkowaty (Carabus variolosus).

## Turystyka
Przez rezerwat nie wytyczono żadnej ścieżki dydaktycznej. Na obszarze rezerwatu znajduje się skrzyżowanie turystyczne o nazwie Nad Vysokým vodopádem, z podaną na tablicy informacyjnej wysokością 1125 m oraz przystanek turystyczny o nazwie Vysoký vodopád, z podaną na tablicy informacyjnej wysokością 1007 m.

### Szlaki turystyczne, rowerowe i trasy narciarskie
Klub Czeskich Turystów (cz. Klub Českých Turistů) wytyczył w obrębie rezerwatu jeden szlak turystyczny na trasie:
 Bělá pod Pradědem – góra Nad Borovým – góra Zaječí hora – góra Ztracený vrch – góra Lysý vrch – szczyt Klanke – góra Velký Klín – rezerwat przyrody Vysoký vodopád – wodospad Vysoký vodopád – góra Malý Děd – schronisko Švýcárna – dolina potoku Środkowa Opawa – Vidly – Bílý Potok – Hutě
Na obszarze rezerwatu wyznaczono również jeden szlak rowerowy na trasie:
 Videlské sedlo – rezerwat przyrody Vysoký vodopád – góra Malý Děd – góra Velký Jezerník – góra Velký Klín – Jeřáb – góra Velký Klínovec – Červenohorské sedlo
W okresach ośnieżenia wzdłuż szlaku rowerowego przebiega trasa narciarstwa biegowego: 
 Videlské sedlo – rezerwat przyrody Vysoký vodopád – góra Malý Děd – góra Velký Jezerník – góra Velký Klín – Jeřáb – góra Velký Klínovec – Červenohorské sedlo